# Lindbergicoris
Lindbergicoris is een geslacht van wantsen uit de familie van de Acanthosomatidae (Kielwantsen). Het geslacht werd voor het eerst wetenschappelijk beschreven door Leston in 1953.

## Soorten
Het genus bevat de volgende soorten:

- Lindbergicoris armifer (Lindberg, 1934)
- Lindbergicoris difficilis (S.L. Liu, 1988)
- Lindbergicoris discolor (S.L. Liu, 1988)
- Lindbergicoris distinctus (S.L. Liu, 1988)
- Lindbergicoris elegans L.Y. Zheng & H.J. Wang, 1995
- Lindbergicoris elegantulus L.Y. Zheng & H.J. Wang, 1995
- Lindbergicoris forfex (Dallas, 1851)
- Lindbergicoris gramineus (Distant, 1883)
- Lindbergicoris hastatus G. Q Liu & D. Ding, 2008
- Lindbergicoris hochii (Yang, 1933)
- Lindbergicoris nigrolineatus G. Q Liu & D. Ding, 2008
- Lindbergicoris pulchellus L.Y. Zheng & H.J. Wang, 1995
- Lindbergicoris robustus (S.L. Liu, 1988)
- Lindbergicoris sanguinehumeralis (S.L. Liu, 1988)
- Lindbergicoris similis (Hsiao & S.L. Liu, 1977)
- Lindbergicoris sparsus G. Q Liu & D. Ding, 2008